# Джейн Мансфийлд
Джейн Мансфийлд (на английски: Jayne Mansfield), родена Вера Джейн Палмър (на английски: Vera Jane Palmer) е американска актриса, с множество филмови телевизионни и театрални роли. Също така работи в нощен клуб, пее и става един от първите модели на Плейбой. Превръща се в един от най-големите секссимволи на Холивуд през 50-те и 60-те години на ХХ век, по време на договора си с Туентиът Сенчъри Фокс. Позната е също така с широката публичност на личния си живот.
Въпреки че филмовата ѝ кариера е кратка, тя постига няколко боксофис успеха и печели наградата Златен глобус. Радва се на успех с ролята на измислената актриса Рита Марлоу.
Мансфийлд взима професионалното си име от съпруга си Пол Мансфийлд. Има три брака и три развода, от които се раждат пет деца. Има слухове за връзка между Мансфийлд и множество известни личности, сред които Робърт Кенеди и Джон Кенеди, адвокатът ѝ Самюел Броуди и Нелсън Сардели. На 29 юни 1967 умира в автомобилна катастрофа на 34-годишна възраст.

## Ранни години и образование
Джейн Мансфийлд е родена като Вера Джейн Палмър на 19 април 1933 в Брин Мор, Пенсилвания. Тя е единственото дете в семейството на Хърбърт Уилям Палмър (1904 – 1936), който е с немски и английски корени, и Вера Джефри Палмър (1903 – 2000), която има английски корени. Тя наследява повече от $90 000 от дядо си Томас (782 000 долара от 2018) и над $36 000 от баба си Беатрис Мери Палмър през 1958 (313 000 долара от 2018).
Прекарва ранното си детство във Филипсбърг, Ню Джърси, където баща ѝ е адвокат, практикуващ заедно с губернатора Робърт Б. Мейнър. През 1936 баща ѝ получава инфаркт и умира. През 1939 майка ѝ се жени за инженера Хари Лорънс Пиърс и семейството се мести да живее в Далас, Тексас.
Като дете иска да е холивудска звезда като Шърли Темпъл. На 12-годишна възраст взима уроци по бални танци. Завършва гимназия „Хайленд парк“ през 1950. По това време взима уроци по цигулка, виола и пиано. Изучава испански и немски език.
На 6 май 1950, на 17-годишната възраст Джейн се омъжва за Пол Мансфийлд. Дъщеря им Джейн Мери Мансфийлд е родена шест месеца по-късно, на 8 ноември 1950. Джейн и съпругът ѝ се записват в Южния методистки университет, за да изучават актьорско майсторство. През 1951 Джейн се мести в Лос Анджелис и посещава лекции през летния семестър в Калифорнийския университет. Взима участие в конкурса „Мис Калифорния“ и печели местния кръг, но се отказва, защото съпругът ѝ научава за това. След това се мести в Остин със съпруга си и учи драматургия в Остинския университет. Там работи като еротичен модел, продава книги от врата на врата и работи като рецепционистка в танцово студио. Мансфийлд става част от популярен колежански театрален клуб. След това прекарва година в Камп Гордън, Джорджия (Американска военно-тренировъчна база), докато Пол Мансфийлд служи в резерва на американската армия по време на Корейската война.
През 1953 се мести обратно в Далас и няколко месеца е студентка на актьора Барух Лумет, баща на режисьора Сидни Лумет и създател на Далаския институт за сценични изкуства. Лумет ѝ дава частни уроци и нарича Мансфийлд и Рип Торн свои „деца“. Впоследствие Лумет ще помогне на Джейн да се яви на първите си сценични проби в Парамаунт Пикчърс през април 1954.
Тримата с Пол и Джейн Мери се местят в Лос Анджелис през 1954. Там тя сменя поредица от обикновени длъжности, включително продавачка на пуканки в кино „Стенли Уорнър“, учителка по танци, продавачка на бонбони в кино, модел на повикване и фотограф.

## Ранна кариера
Докато посещава Тексаският университет в Далас, Мансфийлд печели няколко конкурса за красота, включително Мис Фотосветкавица, Мис Магнезиева лампа и Мис Седмица за предотвратяване на пожари. Джейн често споменава, че единствената титла, която е отказала е тази на Мис Сирене рокфор, защото „…просто не звучи добре“. През 1952, докато са в Далас, двамата с Пол Мансфийлд взимат участие в малки местни театрални постановки. След като той напуска, за да служи в армията, тя прави първата си значима роля в постановката Смъртта на търговския пътник по Артър Милър на 22 октомври 1953.
През ранната ѝ кариера, някои рекламодатели смятат изразения ѝ бюст за проблемен, което води до загубата на първия ѝ професионален ангажимент – реклама за Дженерал Илектрик, включваща жени в бански костюми около басейн. През 1954 се явява на кастинги в Парамаунт и Уорнър Брадърс. В Парамаунт, Джейн изпълнява скеч, над който работи заедно със Сидни Лумет от Жана д'Арк пред кастинг режисьора Милтън Люис. Той и съобщава, че пропилява „очевидния си талант“ и я кара да се върне на следващата седмица, за да изпълни пиано сцената от Седемгодишна страст. Джейн не успява да впечатли, но разбира, че ще има по-големи шансове, ако стане блондинка. След това изпълнява сцената за Уорнър Брадърс, но и този път не успява да впечатли. Печели първата си роля в епизод от сериал на Си Би Ес, в който седи на пиано и казва няколко реплики. За ролята си получава $300 (3000 долара от 2018).
През 1953 редакторът Хю Хефнър започва да издава Плейбой и списанието добива популярност заради ранните си модели, като Мансфийлд, Мерилин Монро, Бети Пейдж и Анита Екберг. През февруари 1955, Мансфийлд печели нагарадата за Плеймейт на месеца и се снима за списанието няколко пъти. Фотосесията ѝ от февруари повишава тиража на списанието и помага за старта на кариерата ѝ.
През август 1956 Пол Мансфийлд иска попечителство над дъщеря им, твърдейки че Джейн е негодна да бъде майка, заради голата ѝ фотосесия за Плейбой.

## Филмова кариера

### Начало на кариерата (1954 – 1955)
Първата филмова роля на Мансфийлд е поддържаща в нискобюджената драма Женска джунгла, завършена за десет дни, за която получава $150 (1000 долара от 2018). Филмът е пуснат неофициално в началото на 1955. През февруари 1955 Джеймс Байрън, мениджър и публицист на Мансфийлд, ѝ урежда седемгодишен договор с Уорнър Брадърс. Договорът първоначално е за $250 на седмица ($2000 долара от 2018) и ѝ осигурява две филмови роли – едната незначителна, а другата във филм, който не вижда своята премиера в следващите две години. През януари Джейн подава молба за развод. Мансфийлд получава големи роли в Блусът на Пийт Кели (1955) и Ад в залива Сан Франциско. Тя участва в още един филм на Уорнър Брадърс – още една малка, но този път значима роля заедно с Едуард Г. Робинсън в правната драма Нелегален (1955).
Агентът на Мансфийлд, Уилям Шифрин ѝ осигурява ролята на въображаемата филмова звезда Рита Марлоу в пиесата Ще провали ли успеха Рок Хънтър? с участието на Орсън Бийн и Уолтър Матау. Тя приема ролята, докато същевременно работи по Крадецът (1957) – филмова адаптация по романа от 1953, режисиран в стила на филм ноар. Филмът е пуснат по кината две години по-късно, когато кариерата на Мансфийлд достига своя връх. Тя е успешна в тази строго драматична роля, въпреки че повечето от последвалите ѝ филмови роли са комични или използват нейното сексуално излъчване.

### Филмова слава (1955 – 1958)
Туентиът Сенчъри Фокс подписват 6-годишен договор с Мансфийлд на 3 май 1956 в новия си офис в Ню Йорк, като заместител на все по непредвидимата Мерилин Монро.
Мансфийлд прави първата си главна роля като Джери Джордан във филм на Франк Ташлин през 1956 г. Първоначално наречен ДО-РЕ-МИ, филмът включва първокласни екип от рокендрол и арендби изпълнители като Джийн Винсънт, Еди Кокран, Фатс Домино и Литъл Ричард. Филмът дебютира по кината през декември 1956 и става един от най-големите хитове на годината и финансово, и сред критиците. Скоро след това Фокс започва да промотира Мансфийлд като „Мерилин Монро в голям размер“, опитвайки се да накара Монро да се върне и да довърши договора си със студиото.
Следващата роля на Мансфийлд е в адаптацията по романа на Джон Стайнбек Автобус на пътя. С този филм тя се опитва да разчупи стереотипния образ, изграден около нея, и да се превърне в сериозна актриса. Филмът се радва на скромен касов успех, а Мансфийлд печели Златен глобус през 1957 за новоизгряваща звезда за ролята си. Според Ню Йорк Таймс това представяне е „Общо признато като най-добрата ѝ актьорска игра“.
Ташлин избира Мансфийлд за филмовата версия на Ще провали ли успеха Рок Хънтър? през 1957, където тя повтаря ролята си като Рита Марлоу заедно с Тони Рандъл и Джоан Блондел. Фокс обявява начало на турнето на новата си звезда в Северна Америка и 40-дневно турне в Европа, обхващащо 16 държави. Тя посещава премиерата на филма в Лондон и се среща с кралица Елизабет II.
Четвъртата главна роля на Мансфийлд е във филма Целуни ги заради мен от 1957, заедно с Кари Грант. Филмът, описван като „банален“ и „необмислен“, е провал и касово, и сред критиците, и бележи един от последните опити на Туентиът Сенчъри Фокс да популяризира Мансфийлд.
Продължителната публичност около външния вид на Мансфийлд не успява да помогне на кариерата ѝ. Фокс ѝ поверява главната роля в Шерифът на счупената челюст (1958) – уестърн комедия, заснета в Англия. Във филма трите песни на Мансфийлд са дублирани от Кони Френсис. Фокс пуска филма в САЩ през 1959, а той се превръща в последния голям филмов успех на Мансфийлд. Кълъмбия Пикчърс ѝ предлага роля, заедно с Джеймс Стюарт и Джак Лемън, в романтичната комедия Звънец, книга и свещ (1958), която тя отхвърля заради бременността си.

### Кариерен залез (1959 – 1963)
В резултат от намалелия интерес към стериотипните руси актриси и нарастващия негативен отзвук срещу нейната прекомерна публичност, Мансфийлд вече не носи касови успех на студията и в началото на 60-те години на ХХ век престава да фигурира в списъците с топ актриси. Въпреки това остава популярна извън Щатите и продължава да привлича големи тълпи, сключвайки изгодни договори за серия успешни появи в нощни клубове.
Въпреки широката ѝ публична известност, Мансфийлд не получава добри филмови роли след 1959. Тя е неспособна да изпълни една трета от договора си с Фокс, заради честите си бременности. Студиото престава да гледа на нея като на голяма холивудска звезда и започва да я изпраща в чуждестранни продукции до края на договора им през 1962. Първо е изпратена да снима в английски студия, а след това работи в Италия, където се снима в серия от нискобюджетни филми, много от които неизвестни, а някои смятани за изгубени.
През 1959 Фокс ѝ дава роли в два независими гангстерски филма, снимани в Обединеното кралство. И двата филма са нискобюджетни и пускането им в Америка е отложено. В Щатите цензурата се противопоставя на сцена в един от филмите на Мансфийлд, в която тя се появява почти гола.
Когато се завръща в Холивуд в средата на 1960-те, Туентиът Сенчъри Фокс ѝ дава роля в Какво се случи в Атина?, в който тя има само поддържаща роля. Базираният на олимпийските игри филм е заснет в Гърция в края на 1960, но не се появява по кината до юни 1962 г. Проектът е финансов провал и Фокс решава да прекрати договора на Мансфийлд.
През 1961 г. Мансфийлд се появява с малка роля в Историята на Джордж Рафт. Скоро след заснемането на филма тя се завръща към европейското кино, снимайки се в нискобюджетни чуждоезични филми в Германия и Италия.
Томи Нунан увещава Маснфийлд да се превърне в първата американска филмова звезда, снимала се гола в главна роля, заради филма Обещания! Обещания! (1963). Плейбой публикува голи снимки от снимачната площадка в юнския си брой, в резултат на което срещу Хю Хефнър са повдигнати обвинения за непристойност. Обещания! Обещания! е забранен в Кливланд, Охайо, но се радва на касов успех навсякъде другаде. В резултат на успеха на филма Мансфийлд попада в списъка на топ 10 звезди, привлекли най-големи приходи за филмите си през тази година.

### Последни години (1964 – 1967)
Скоро след успеха ѝ в Обещания! Обещания!, Мансфийлд е избрана сред множество други актриси да замени починалата Мерилин Монро във филма Целуни ме, глупчо – романтична комедия от 1964 г. с участието на Дийн Мартин. Тя отказва ролята, поради факта че е бременна с дъщеря си Маришка Харгитай, и е заменена от Ким Новак. През 1966 г. Мансфийлд получава роля във филма Една обзаведена стая, режисиран от тогавашния ѝ съпруг Мат Симбър. Филмът изисква от Мансфийлд да играе три различни персонажа и е първата ѝ главна драматична роля след няколкогодишно прекъсване. Пуснат е по кината за кратко през 1966 г., но не се радва на масово разпространение до 1968 г., почти година след смъртта на актрисата.
След като снимките на Една обзаведена стая завършват, Мансфийлд се снима заедно с Ферлин Хъски в нискобюджетната комедия Южняците от Вегас (1966). Филмът е промотиран чрез 29-дневно турне в големи американски градове от звездите на филма и известни кънтри звезди. Гардеробът на Мансфийлд разчита на безформения стил от 1960-те, за да скрие качените килограми в резултат от раждането на петото ѝ дете. Въпреки някои кариерни несполуки тя остава сред големите звезди през ранната част на 60-те години на ХХ век чрез нейните рекламни и сценични изпълнения. През 1967 г. Мансфийлд заснема последната си роля – камео във филма Наръчник за женения мъж.

### Нощен клуб
През февруари 1958 г. Лас Вегас Тропикана обявява стриптийз ревюто на Мансфийлд Почивка в Тропикана (продуцирано от Монти Просър, с участието на Мики Харгитей) с четириседмичен договор, който впоследствие е удължен до осем седмици. Първата вечер събира 20 хил. долара (174 хил. долара от 2018), като Мансфийлд получава 25 хил. долара (217 хил. от 2018) на седмица за изпълненията си като Трикси Дивон в шоуто. По договора си с Фокс, Мансфийлд получава 10 пъти по-малка сума. Мансфийлд си прави милионна застраховка, в случай че Харгитей я изпусне по време на шоуто. През 1959 г. Джейн се завръща в Тропикана, този път за 30 хил. долара на седмица, като шоуто бива удължено два пъти. През декември 1960 г. Дюн хотел и казино обявява шоуто на Мансфийлд Къщата на любовта (продуцирано от Джак Кол, с участието на Харгитей). За него тя получава по 35 хил. долара на седмица (296 хил. от 2018) – най-високата сума в кариерата ѝ.
Облеклото ѝ за представленията в Тропикана и Дюн включва рокля от златиста мрежа с пайети. Въпросната скандална мрежеста рокля става известна като „Джейн Мансфийлд и няколко пайети“. През ранната 1963 г. Мансфийлд прави първото си представление извън Лас Вегас в Грийнсбъро, Северна Каролина, където печели по 23 хил. долара на седмица. Следва шоу в Луисвил, Кентъки. Връща се във Вегас през 1966 г., но този път шоуто ѝ е на Фремонт Стрийт, далеч от Тропикана и Дюн. Последното ѝ представление в нощен клуб е Френско облекло в Ню Йорк. То представлява променена версия на шоуто в Тропикана и се изпълнява 6 седмици със стабилен успех.
Нейната клубна кариера става вдъхновение за документални и игрални филми, и за музикален албум. Звукозаписното студио на Туентиът Сенчъри Фокс записва „Къщата на любовта“ за последвалия през 1962 албум.
В по-късния етап на кариерата си Мансфийлд е по-заета на сцената, отколкото в киното с множество участия в нощни клубове, клубни представления и турнета. През 1960 вече участва във всичко – от реклами на супермаркети до отваряне на магазини за лекарства, за 10 хил. долара (85 хил. от 2018) на появяване.

## Телевизионна кариера
Мансфийлд прави първата си телевизионна роля в продукцията на Ен Би Си Ергенът. При първата си поява по британска телевизия през 1957 рецитира Шекспир и свири на пиано и цигулка. Известните ѝ участия в телевизионни драми включват епизоди на Законът на Бърк, Алфред Хичкок представя, Часът на Ред Скелтън (три епизода), Телевизионен театър Крафт и Следвай Слънцето. Участва и в множество телевизионни игри.
Мансфийлд се появява в множество развлекателни предавания, като Програмата на Джак Бени (в което свири на цигулка), Шоуто на Стиви Алън и Шоуто на Джаки Глийсън (в средата на 60-те години на ХХ век, когато шоуто е второ по рейтинг в САЩ). През ноември 1957 в специален епизод на продуцираното от Ен Би Си Шоу на Пери Куомо, едно от клубните ѝ изпълнения е включено, което е обявено за скандално от разпространителя. Тя е гостуваща звезда в три епизода от Шоуто на Боб Хоуп. Заедно с него през 1957 заминава на 13-дневно турне в Хавай, Окинава, Гуам, Токио и Корея като комедиант; а през 1961 – на турне в Нюфаундленд, Лабрадор и остров Бафинова земя за специално Коледно шоу. Кариерата ѝ в телевизията включва голям брой участия, които тя оценява заради публичността, която ѝ предоставят. Едно от най-известните ѝ появявания в развлекателно шоу е това в Шоуто на Ед Съливан.
През 1958 г. тя вече печели по 20 хил. долара на телевизионна поява. През 1964 г. Мансфийлд отказва ролята на Джинджър Грант в телевизионната комедия Островът на Гилиган. Въпреки че ролите ѝ в киното вече са само маргинални, тя отказва с мотива, че тази роля повтаря стереотипа, от който се опитва да се отърве. Ролята получава Тина Луис. Десет дни преди смъртта си тя чете поема от Робърт Херик, посветена на ранната смърт в Шоуто на Джоуи Бишъп – последната ѝ телевизионна поява.
До средата на 80-те години на ХХ век Мансфийлд си остава един от най-големите телевизионни звезди. През 1980 г. Историята на Джейн Мансфийлд се появява по Си Би Ес, с Лони Андерсън в главната роля и Арнолд Шварценегер като Мики Харгитей. Филмът е номиниран за три награди Еми.

## Музикална кариера
Мансфийлд получава класическо обучение по пиано и цигулка. Тя пее във филми, на сцена за представленията си в театъра и издава сингли и албуми. След смъртта си Мансфийлд се превръща във вдъхновение за пънк рок музикантите.

### Саундтракове
Мансфийлд пее на английски и немски език в много от филмите си.

### Живи изпълнения
През 1958 г. е записан концерт по случай 31-вото връчване на наградите Оскар, с Мансфийлд на цигулка, Джак Бени като първа цигулка, Ричард Пауъл на тромпет, Робърт Мичъм на обой, Фред Астер на барабани и Джери Люис като диригент; въпреки това изпълнението е отменено.

### Албуми
През 1962 г. е издаден албум, записан по време на шоуто на Мансфийлд в Лас Вегас. През 1964 г. звукозаписната компания на Метро-Голдуин-Майер издава нов албум, наречен Джейн Мансфийлд: Шекспир, Чайковски и аз, в който Мансфийлд рецитира сонети от Шекспир и стихотворения от Кристофър Марлоу, Елизабет Браунинг, Уилям Уърдсуърт и други на фона на музика от Чайковски.

### Сингли
През 1965 г. в дните си като студиен музикант Джими Хендрикс свири на бас китара в две от песните на Мансфийлд. Ед Чаплин е продуцент на записите и твърди, че Мансфийлд свири на всички инструменти в синглите. Според биографа на Хендрикс Стивън Роби тази колаборация се случва, защото двамата споделят един и същ мениджър.

## Личен живот
През 1967 г. филмовият критик и експерт Уитни Уилямс пише за Мансфийлд във Върайъти: „личният ѝ живот е по-вълнуващ от която и да е от ролите ѝ“. Има три брака и три развода, от които се раждат пет деца. През годините е свързвана с много публични личности, включително братята Робърт и Джон Кенеди. Тя се запознава с Джон чрез Питър Лоуфорд, който по това време е женен за Патриша Кенеди, в Палм Спрингс, Калифорния, през 1960 г., преди той да започне известната си афера с Мерилин Монро.
Мансфийлд има една дъщеря от първия си съпруг, специалиста по връзки с обществеността Пол Мансфийлд. Заедно с втория си съпруг Мики Харгитей има три деца. Освен това има син от режисьора Мат Симбър.

### Първи брак
Джейн се запознава с Пол Мансфийлд на Бъдни вечер през 1949 г.; и двамата са популярни студенти в гимназия Хайленд парк в Далас. На 6 май 1950 г. двамата се женят в Тексас. По това време Джейн е на 17 и е бременна от три месеца; Пол е на 20. Докато повечето биографи сочат 6 май, според някои източници истинската дата на сватбата е 10 май 1950 г. Според биографа Реймънд Стрейт актрисата има и по-ранен „таен“ брак от 28 януари, в резултат на който забременява. На 8 ноември 1950 г. Мансфийлд ражда дъщеря си Джейн Мери Мансфийлд. Някои източници цитират Пол Мансфийлд като баща на детето.
Пол Мансфийлд смята, че раждането може да откаже Джейн от желанието ѝ да бъде актриса. След като това не се случва, той се съгласява заедно да се преместят в Лос Анджелис през 1954 г., за да развие тя кариерата си. Докато Пол служи в армията по време на Корейската война през 1952, двамата се местят в Камп Гордън, Джорджия. С парите, които Пол получава, двамата започват да живеят по-добре. Когато се завръща от Корейската война, той започва работа в малък вестник в източен Лос Анджелис и двамата живеят в малък апартамент заедно с животните на Джейн – немски дог, три котки (Сабине, Ромул и Офелия), две кучета чихуахуа, пудел (боядисан в розово) и заек. Докато е в Калифорния, Мансфийлд оставя на родителите си да се грижат за Джейн Мери и прекарва летния семестър в Калифорнийския университет.
След поредица от скандали заради амбициите, изневерите и животните на Джейн, двамата решават да разтрогнат брака. Процесът е дълъг и се води три години на територията на два отделни щата. След развода Джейн решава да задържи Мансфийлд като свое професионално име. Пол Мансфийлд сключва нов брак и се мести в Тенеси, но не успява да спечели попечителството над Джейн Мери или да я спре да пътува извън страната с майка си.
След 18-ия си рожден ден Джейн Мери се оплаква, че не е получила наследството си и не е чувала за баща си от смъртта на майка си.

### Втори брак
Мансфийлд се запознава с втория си съпруг Мики Харгитей в клуб в Ню Йорк на 13 май 1956 г., където тя работи като танцьорка. Харгитей е актьор и бодиболдър, който печели конкурса Мистър Вселена през 1955.
След като се завръща от 40-дневното си турне в Европа, Харгитей предлага брак на Мансфийлд на 6 ноември 1957 г. с 10-каратов диамантен пръстен, оценен на 5000 долара (223 хил. от 2018). На 13 януари 1958 (няколко дни след като развода ѝ с Пол е приключил) двамата се женят в Ранчо Полс Вердес, Калифорния.
Харгитей прави първата си роля до Мансфийлд в Ще провали ли успеха Рок Хънтър?. Двойката става популярна с публичните си изяви и прави множество турнета със сценични представления. На екран Мики се появява в италианските проекти на Мансфийлд, като Любовта на Херкулес и Примитивна любов, и има основна поддържаща роля в Обещания! Обещания!. На сцената той изпълнява главната мъжка роля в Почивка в Тропикана, Къщата на любовта, Френско облекло и други клубни представления.
Двойката е популярна също така и заради изявите си по различни телевизионни предавания. Мансфийлд и Харгитей имат множество различни предприятия, като Харгитей фитнес оборудване, Продукции Джейн Мансфийлд и Спестовни сметки и заеми Истланд.
През 1962 г. тя започва афера с италианския продуцент на Паник бутон и Харгитей го обвинява в саботиране на техния брак. През 1963 г. Мансфийлд има друга широко известна афера с певеца Нелсън Сардели, за когото тя твърди, че е смятала да се омъжи, когато разводът ѝ с Харгитей приключи. Двамата се развеждат в Хуарес, Мексико, през май 1963 г., а Нелсън Сардели придружава Мансфийлд по време на правните приготовления. Тя подава друга молба за развод година преди това, но казва на репортерите „сигурна съм, че ще се оправим“. По време на съдебните процедури по развода, актрисата се опитва да си спечели по-добри финансови условия, обвинявайки Харгитей в отвличане на едно от децата ѝ.
На 23 ноември 1966 г. синът на Мансфилд, Золтан, влиза в новинарските хроники, след като лъв на име Сами го ухапва по врата, докато той и майка му посещавали тематичен парк в Таузънд Оукс. В резултат Золтан получава сериозна травма на главата, претърпява три операции, включително 6-часова мозъчна операция и развива менингит. Той се възстановява, а адвокатът на Мансфийлд Сам Броуди завежда съдебен иск срещу тематичния парк от страна на семейството за $1,6 млн. ($12,02 млн. от 2018). Негативната публичност около инцидента води до затварянето на парка.

### Между браковете
След развода им Мансфийлд открива, че е бременна. Дъщеря ѝ Маришка Харгитай се ражда на 23 януари 1964 г., след като процедурите по развода приключват, но преди щатът Калифорния да го признае за валиден. По-късно Маришка става актриса, популярна с ролята си като Оливия Бенсон в „Закон и ред: Специален отдел за жертви“. След раждането Мансфийлд завежда дело за легализирането на развода в Хуарес и печели. Разводът е признат в САЩ на 26 август 1964 г. Съдебна разпоредба от юни 1967 дава на Харгитей попечителството над Мики, Золтан и Маришка, въпреки че те продължават да живеят с майка си. Мики Харгитей се жени за стюардесата Елън Сиано през 1968. Тя го придружава до Ню Орлеанс, когато отива за да прибере трите си деца след смъртта на Мансфийлд. Скоро след смъртта ѝ, Харгитей завежда дело за $275 хил. ($2,07 млн. от 2018) от наследството на бившата си жена, за да се грижи за децата, но губи делото. В края на живота си, малко след развода си с Харгитей, Мансфийлд казва на бившия си съпруг по време на телевизионно предаване, че съжалява за всички проблеми, които му е създала.

### Трети брак
Мансфийлд се запознава с Мат Симбър, режисьор от италиански произход, на снимачната площадка на Автобусна спирка в Ню Йорк, с участието на Харгитей. Двамата се женят на 24 септември 1964 г. в Южна Долна Калифорния, Мексико. Двойката се разделя на 11 юли 1965 г. и подават молба за развод на 20 юли. Докато двамата са заедно, Симбър поема ролята на мениджър. Бракът им започва да се разпада заради алкохолизма, публичните изневери и признанието, което Мансфийлд прави пред Симбър, че е била щастлива само с бившия си любовник Нелсън Сардел. Работата по филма Една обзаведена стая е прекратена. Двойката има едно дете, Антонио Рафаел Отавиано, роден на 18 октомври 1965 г.
По това време Мансфийлд има проблеми с алкохола, постоянни публични скандали и участва в евтини бурлеска спектакли. През юли 1966 г. започва да живее с адвоката си Сам Броуди.
Две седмици преди смъртта на майка си през 1967 г. 16-годишната Джейн Мери обвинява Сам Броуди в побой. Твърдението на момичето пред служители на полицейското управление в Лос Анджелис на следващата сутрин споменава майка ѝ в насърчаване на насилието, а дни по-късно съд за непълнолетни присъжда временно попечителство над Джейн Мари на чичото на Пол – Уилям У. Пигю и съпругата му Мери.

### Публичен имидж
Мансфийлд е сред най-големите звезди в Холивуд през 50-те и 60-години на ХХ век и е алтернативата за Фокс на Мерилин Монро. Става известна като „Монро на работещия човек“. Тя е една от първите „руси красавици“ и въпреки че много хора никога не са гледали неин филм, Мансфийлд остава едно от най-разпознаваемите лица от средата на ХХ век.
Според холивудския историк и биограф Джеймс Периш „фигурата, походката, гласът и костюмите на Мансфийлд оставят трайна следа в популярната култура“.
Често се споменава високият коефициент на интелигентност на Мансфийлд, за който тя твърди, че е 163. Освен английски тя говори още четири езика. Учи френски, испански и немски в гимназията, а през 1963 учи и италиански. Носеща репутацията на „най-умната глупава блондинка“ в Холивуд, тя по-късно се оплаква, че хората не се интересуват от интелекта ѝ.

### Вражди
През кариерата си Мансфийлд често е сравнявана от медиите с най-популярната публична личност по това време – Мерилин Монро. Туентиът Сенчъри Фокс я подготвя, заедно с Шери Норт, да замести Монро, докато Юнивърсъл Студиос избират Ван Дорен за заместител. Мансфийлд възприема вокалните маниери на Монро, вместо оригиналния си дрезгав глас и тексаски акцент.

### Публичност
Желанието на Мансфийлд за публичност е едно от най-силните в Холивуд. Тя се отказва от личния си живот и отваря вратите си за фотографите. На Бъдни вечер 1954 г. тя влиза в офиса на Джеймс Байрън с подарък и го моли да се грижи за нейния публичен образ. Той приема и изпълнява тази роля до 1961. Байрън назначава повечето хора от екипа на Мансфийлд – Уилям Шифрин (прессекретар), Грег Бауцер (съдебен защитник) и Чарлз Голдринг (бизнес мениджър). Тя се появява в около 2500 вестникарски фотографии и около 122 хил. статии в списания от септември 1956 до май 1957.
Заради медийния успех Мансфийлд бързо се превръща в едно от най-известните имена в страната. През 1960 се класира на първо място в класацията за най-много отпечатани думи в медийни публикации, има повече публични появи от кандидат за политически пост и е считана за най-сниманата холивудска знаменитост. Нещата се влошават, когато тя сама започва да се грижи за публичността си. Според агента ѝ Уилям Шифрин „тя се превърна в чудовище“.
Мансфийлд получава първите си лоши отзиви, когато тя и Харгитей се обявяват за разорени, когато първата му жена, Мери Харгитей иска допълнителна издръжка за 9-годишната им дъщеря – Тина. Мансфийлд твърди, че спи на пода в имението си и е неспособна е да си купи мебели.

### Религия
През август 1963 Мансфийлд решава да стане католичка и въпреки че никога не го прави, посещава католическа църковна служба, докато е в Европа и следва католическите традиции, докато е с Харгитей, Сардели и Симбър. През май 1967 нейно изпълнение в Трали, Ирландия е отменено, защото католическото духовенство възразява. Мансфийлд иска да сключи брак със Симбър на католическа церемония, но не успява да намери свещеник, който да се съгласи да я ръководи. Докато е с Броуди показва интерес и към юдаизма.
На филмовия фестивал в Сан Франциско през 1966 двамата с Броуди посещават Църква на Сатаната и се срещат с Антон Сандор Ла Вей. Той награждава Мансфийлд с медальон „Висша жрица на църквата на Сатаната в Сан Франциско“. Медиите ентусиазирано отразяват срещата и събитията около нея, наричайки Мансфийлд Сатанистка. В интервю от 1992 Джоан Ривърс потвърждава, че Мансфийлд наистина е била практикуваща сатанистка и е имала връзка с Ла Вей.

## Смърт
През 1967 Мансфийлд е в щата Мисисипи заради клубен ангажимент. След две изпълнения в нощта на 28 юни тя и Сам Броуди, заедно с шофьора им Рони Харисън (20-годишен) и три от децата на Мансфийлд – Миклос, Золтан и Маришка – напускат около полунощ с Буик Електра 225 от 1966. Дестинацията им е Ню Орлиънс, където Мансфийлд трябва да се появи по телевизията на следващия ден. Около 2:25 сутринта колата им се блъска в задната част на тракторно ремарке, което намалило заради камион, пръскащ инсектициден препарат. Тримата възрастни на предната седалка умират мигновено, докато децата, спящи на задната седалка, получават само леки наранявания.
Публикациите, че главата на Мансфийлд е отрязана, не са верни, въпреки че тя получава травма на главата. Тази градска легенда започва с появяването на снимки от катастрофата, в които покривът на колата е отнесен, а в смазаното предно стъкло се вижда нещо като руса коса. В действителност това е перука, която Мансфийлд носи по време на инцидента. Смъртният акт посочва като причина за смъртта „счупване и откъсване на части от черепа и мозъка“. След смъртта ѝ Националната администрация за безопасност на движението по магистралните пътища препоръчва изискването за предпазни елементи на всички тракторни ремаркета.
Колата е съхранявана от частен колекционер във Флорида, където се превръща в пътна атракция през 1970-те. Към 2019 г. колата е собственост на Скот Майкълс и се намира в музей в Лос Анджелис, срещу най-старото гробище в града.

### Погребение
Погребението се състои на 3 юли в Пен Аргил, Пенсилвания. Службата е ръководена от пастор Чалс Монтгомъри. Мики Харгитей е единственият ѝ бивш съпруг, който присъства на церемонията.
Мансфийлд е положена в Гробището на Феървю, югоизточно от Пен Аргил, до баща си Хърбърт Палмър.

## Признание
- Джейн Мансфийлд получава наградата Театрален свят през 1956 за Ще провали ли успеха Рок Хънтър
- Получава Златен глобус (Новоизгряваща звезда на годината, актриса) за Ще провали ли успеха Рок Хънтър
- Получава звезда на холивудската алея на славата на 8 февруари 1960 за приноса си към филмовото изкуство
- Италианската филмова, радио- и телевизионна журналистика я награждава със Сребърна маска през 1962
- През 1968 гилдията на холивудските публицисти учредява „Награда Джейн Мансфийлд“ и обявява, че тя ще се връчва на актрисата, получила най-широка публичност в съответната година. Първият носител на наградата е Ракел Уелч през 1969 г.

## Наследство
Мансфийлд оставя пет деца, разпадаща се собственост, включително Розовия замък, голям брой последователи и трайна следа в популярната култура. Песента от топ 40 на САЩ „Целуни ги вместо мен“ на Сиукси енд дъ Баншис, както и песента на Ел Ей Гънс „Баладата на Джейн“ са посветени на Мансфийлд и преждевременната ѝ смърт.
След смъртта ѝ Харгитей, Симбър, Вера Пиърс (майката на Мансфийлд), Уилям Пиг (законният ѝ настойник), Чарлз Голдринг (бизнес мениджърът ѝ), както и Бърнард Кен и Джером Уебър (и двамата са управители на собствеността ѝ) водят неуспешни дела, за да придобият контрол над собствеността на Мансфийлд. През 1971 Бевърли Броуди завежда дело за $325 хил. ($2,01 млн. от 2018) заради подаръците и бижутата, които Мансфийлд получава от Сам Броуди; делото е уредено извън съда.
През 1977 четири от децата на Мансфийлд (Джейн Мери, Мик, Золтан и Маришка) водят дело, за да установят по-късно, че актрисата е имала задължения от около $500 хил. ($3,09 млн. от 2018) към момента на смъртта си и че съдебните спорове са оставили собствеността ѝ в несъстоятелност.
Розовият дворец е продаден. Бъдещите му собственици включват Ринго Стар, Кас Елиът и Енгелберт Хъмпърдинг. През 2002 Хъмпърдинг я продава на строителен предприемач и къщата е разрушена през ноември същата година.

## Последователи
Множество популярни личности са наричани „новата Джейн Мансфийлд“, включително италианската актриса Мариса Аласио. Актрисата и модел Анна Никол Смит е наричана „Джейн Мансфийлд на 90-те“, заради физическата прилика, както и сместа от слава и трагедия.
До средата на 1950-те в САЩ и извън страната се появяват много фен клубове на Мансфийлд.

## Книги за нея
- Michael Feeney Callan (1986) Pink Goddess: The Jayne Mansfield Story. W H Allen. ISBN 978-0-86379-164-2
- Mann, May. Jayne Mansfield: A Biography.   Abelard-Schuman, 1974. ISBN 978-0-200-72138-7.
- Strait, Raymond. Tragic Secret Life of Jayne Mansfield.   Robert Hale, 1974. ISBN 0709155433.
- Saxton, Martha. Jayne Mansfield and the American Fifties.   New York, Houghton Mifflin, 1975. ISBN 978-0-395-20289-0.
- Jackson, Jean-Pierre. Jayne Mansfield.   Edilig, 1984. ISBN 2856010814.
- Luijters, Guus. Sexbomb: The Life and Death of Jayne Mansfield.   Secaucus, NJ, Citadel, June 1988. ISBN 978-0-8065-1049-1.
- Strait, Raymond. Here They Are Jayne Mansfield.   New York, S.P.I. Books, 1992. ISBN 978-1-56171-146-8.
- Betrock, Alan. Jayne Mansfield Vs. Mamie Van Doren: Battle of the Blondes (A Pictorial History).   Shake Books, 1993. ISBN 0962683345.
- Faris, Jocelyn. Jayne Mansfield: A Bio-Bibliography.   Westport, CT, Greenwood Press, November 1994. ISBN 978-0-313-28544-8.
- Feruccio, Frank. Diamonds to Dust: The Life and Death of Jayne Mansfield.   Outskirts Press, 2007. ISBN 1432712411.
- Jordan, Jessica Hope. The Sex Goddess In American Film 1930 – 1965: Jean Harlow, Mae West, Lana Turner and Jayne Mansfield.   Cambria Press, 2009. ISBN 978-1-60497-663-2.
- Feruccio, Frank. Did Success Spoil Jayne Mansfield? Her Life in Pictures & Text.   Outskirts Press, 2010. ISBN 1432761234.